# Conseil danois de la liberté
 (décembre 2020).
Si vous disposez d'ouvrages ou d'articles de référence ou si vous connaissez des sites web de qualité traitant du thème abordé ici, merci de compléter l'article en donnant les références utiles à sa vérifiabilité et en les liant à la section « Notes et références ».
Le Conseil danois de la liberté (Danmarks Frihedsråd), était un mouvement de résistance ou organisme clandestin créé en septembre 1943 en réponse aux troubles politiques internes croissants créés par l'occupation du Danemark par les forces allemandes pendant la Seconde Guerre mondiale.

## Contexte politique et militaire
Pratiquant la politique du fait accompli, Hitler fait occuper militairement le Danemark, dans le cadre de l'opération Weserübung le 9 avril 1940, pour conquérir plus rapidement la Norvège. Le gouvernement danois ainsi que le roi Christian X ont immédiatement protesté formellement mais ont finalement accepté un arrangement allemand en vertu duquel le Danemark conservait l '«indépendance» malgré l'occupation militaire permanente du pays. Soucieux de la sécurité de la population, le gouvernement danois a jugé préférable d'accepter ces conditions.
En conséquence, les initiatives de résistance n'ont pas pu être officiellement reconnues par les forces alliées, ni par le gouvernement danois. Et l'opinion publique danoise, les partis, les hommes, se sont divisés. Une grande partie de la marine danoise avait déjà navigué vers les ports alliés et les ambassadeurs danois à l'étranger avaient refusé d'accepter la décision de leur gouvernement.
Un mouvement de résistance danois est né à l'initiative de citoyens et d'anciens soldats danois. Au départ, le mouvement était disposé à transmettre des renseignements au Special Operations Executive (SOE) mais a refusé de suivre les appels du SOE pour des opérations de sabotage. Tout sabotage qui a eu lieu a été sanctionné par des leaders de la résistance au Danemark ou basés à Stockholm. Il y a eu une augmentation des actes de sabotage au Danemark à partir de 1943. Le feld-maréchal Montgomery a déclaré plus tard que les renseignements de la résistance danoise avaient été "sans égal".
Jusqu'en 1943, l'occupation a été relativement « calme. » Cependant, les actes de sabotage danois ont amené les Allemands à durcir leur réponse, arrêtant les personnes impliquées. Cela a conduit à des grèves, d'autres arrestations, pour désobéissance civile, provoquant encore plus de grèves.
En août 1943, la situation était devenue si mauvaise que les Allemands envoyèrent un ultimatum au gouvernement danois: il devait déclarer l'état d'urgence et condamner à mort tous les saboteurs capturés. Le gouvernement a refusé de le faire et a démissionné. Les Allemands ont répondu en prenant officiellement le pouvoir. La situation politique en est sortie décantée, et la légitimité de la résistance danoise renforcée, à la fois par rapport à l'opinion interne et aussi par rapport aux alliés.
Le sentiment anti-nazi s'est intensifié lorsque les Allemands ont tenté d'arrêter les Juifs danois en octobre 1943. L'opération a échoué grâce à l'aide danoise pour aider plus de 7 000 d'entre eux à s'échapper en Suède.

## Le Conseil de la liberté
En septembre 1943, le «Conseil danois de la liberté» fut créé pour coordonner la lutte pour la libération. Le Conseil a entrepris d'unifier les nombreux groupes différents qui composaient le mouvement de résistance danois. Il était composé de représentants des communistes, du Danemark libre, de l'unité danoise (Dansk Samling) et d'un groupe de résistance appelé l'Anneau (le Ring).
Les principaux membres étaient Børge Houmann, Mogens Fog, Arne Sørensen, Frode Jakobsen, Erling Foss et Aage Schock. Les directives du British Special Operations Executive ont aidé à unir les différents groupes.
En décembre de cette année, le SOE a envoyé des ordres pour que des groupes militaires soient organisés, prêts à attaquer les Allemands en cas d'invasion. Ils ont d'abord été organisés par les communistes et le Parti de l'unité danois, puis de plus en plus par des membres du Ring (l'Anneau).
Dans la période qui a précédé les actes de sabotage du jour J, le mouvement de résistance s'est considérablement accru. Bien que les débarquements du jour J aient lieu en Normandie, le SOE a encouragé l'immobilisation des troupes allemandes ailleurs en Europe afin d'empêcher l'afflux des renforts allemands vers les plages du débarquement. Plus il y avait de sabotage au Danemark, plus les troupes allemandes étaient bloquées et occupées au Danemark.
La Résistance danoise a bénéficié de la proximité du pays avec la Suède. Stockholm est devenue une base arrière pour la résistance danoise. Ici, ils étaient beaucoup plus en sécurité qu'au Danemark et ils pouvaient facilement rentrer dans leur pays.